# Elizabeth Garvie
Elizabeth Garvie, född 1957 i Bristol, är en brittisk skådespelare. Garvie är främst känd för sin roll som Elizabeth Bennet i BBC:s Stolthet och fördom från 1980. Hon har även medverkat i bland annat Huset Eliott och Jane Eyre.

## Filmografi i urval
- 1980 – Stolthet och fördom (TV-serie)
- 1981 – The Good Soldier (TV-film)
- 1992 – Huset Eliott (TV-serie)
- 1992 – Miss Marple (TV-serie)
- 1993 – Diana: Her True Story (TV-film)
- 1997 – Jane Eyre (TV-film)
- 1997 – Alas Smith & Jones (TV-serie)
- 1999 – Morden i Midsomer (TV-serie)